# Etofenprox
Etofenprox (ISO-naam) is een insecticide, ontwikkeld door het Japanse bedrijf Mitsui Chemicals. In zuivere toestand is het een wit kristallijn poeder. Het wordt zowel gebruikt in landbouw- als niet-landbouwtoepassingen, zoals het behandelen van hout. Merknamen zijn onder meer Trebon en Vectron.
De verbinding enkel koolstof-, waterstof- en zuurstofatomen, en geen heteroatomen zoals chloor, fosfor of zwavel, hetgeen vrij zeldzaam is voor een pesticide.

## Gebruik als pesticide
Etofenprox (merknaam Trebon) kan als landbouwpesticide ingezet worden tegen vele soorten insecten, op een breed gamma van teelten zoals rijst, fruit, groenten, maïs, sojabonen en thee. Het werkt door contact en ingestie, en het is werkzaam tegen soorten die resistent zijn voor organofosfor- en carbamaatpesticiden.
Etofenprox wordt vooral ingezet voor de bescherming van de rijstteelt in Japan. In verschillende lidstaten van de Europese Unie is het product ook toegelaten, maar niet in België of Nederland. De Europese Commissie heeft etofenprox in 2009 wel opgenomen in de lijst van gewasbeschermingsmiddelen die in de Europese Unie kunnen erkend worden.

## Gebruik als biocide
Etofenprox wordt ook gebruikt als insecticide voor niet-landbouwgebruik. Onder de merknaam Vectron wordt het gebruikt om vectoren van tropische ziekten te bestrijden, zoals muskieten, vliegen of kakkerlakken. Omdat het geen giftig product is voor de mens, kan het in woonruimten verstoven worden.
Het wordt gebruikt om katten te beschermen tegen vlooien, teken en muskieten.
Etofenprox wordt gebruikt voor de preventieve behandeling van alle soorten hout tegen insecten die hout aantasten zoals de larven van de huisboktor en termieten. Voor deze toepassing is etofenprox vanaf 1 februari 2010 toegelaten in de Europese Unie.

## Toxicologie en veiligheid
Etofenprox heeft een lage tot matige acute toxiciteit voor zoogdieren (ratten). Het is echter zeer toxisch voor vissen en ongewervelde waterdieren. Ook is het vrij stabiel in water, en wordt het slechts langzaam afgebroken. Het evaluatierapport van de Europese Unie voor gebruik van etofenprox als biocide stelt daarom voor om de stof in te delen als zeer giftig voor in het water levende organisme.